# لاري دولان
لاري دولان (بالإنجليزية: Larry Dolan)‏ (8 فبراير 1931 – 23 فبراير 2025) هو محامي أمريكي، ولد في 8 فبراير 1931 في كليفلاند هايتس في الولايات المتحدة.